# Dino Beganovic
Dino Beganovic (ur. 19 stycznia 2004 w Linköping) – szwedzko-bośniacki kierowca wyścigowy. Mistrz serii FRECA z 2022 roku. Obecnie reprezentant Prema Racing w Formule 3.

## Życiorys

### Początki kariery
Dino Beganovic to syn bośniackich emigrantów, którzy przeprowadzili się do Szwecji na początku XXI wieku. Rozpoczął karierę kartingową w 2011 roku. Wygrał Mistrzostwa Szwecji i Włoch. W 2020 roku wystartował po raz pierwszy w bolidzie jednomiejscowym, w ramach Włoskiej F4. Zajął w nich 3. pozycję w klasyfikacji łącznej. 

### FRECA
Zadebiutował w serii FRECA w 2021 roku w barwach Prema Powerteam. W swoim pierwszym sezonie w mistrzostwach zajął 13. miejsce w klasyfikacji generalnej z dorobkiem 53 punktów. W sezonie 2022 wygrał serię FRECA po drodze wygrywając cztery wyścigi i notując 300 punktów.

### FIA Formuła 3
W sezonie 2023 reprezentował zespół Prema Racing w mistrzostwach FIA F3. Mistrzostwa ukończył na 6. pozycji. Zdobył w nich 96 punktów i cztery razy stawał na podium. 
Na kampanię 2024 pozostał we włoskim zespole, by walczyć o mistrzostwo serii.